# Glucocáliz
Glucocáliz, glucocálix, glucáliz, glicocáliz o glicocálix es un término genérico que se refiere al material  exudado polimérico extracelular compuesto por 
proteínas y glucidos producido por algunas bacterias y células como las epiteliales de las superficies mucosas. La capa mucilaginosa usualmente compuesta de glucoproteínas y proteoglucanos que está presente sobre la superficie exterior de los peces también se considera un glucocáliz.
El término fue aplicado inicialmente a la matriz de polisacárido secretada por las células epiteliales y que forman una capa superficial. Los glucocálix son compuestos, casi siempre con cadenas de carbohidratos, que recubren la superficie celular. También cabe decir que el glucocáliz es diferente en cada membrana, por lo que es un tipo de sello o huella de la célula.  

Estructuras extracelulares bacterianas: 1-cápsula, 2-glucocáliz (capa mucosa), 3-biopelícula.

Su presencia sobre materiales inertes (tales como metales implantados en fracturas) hace difícil evitar las infecciones profundas de las bacterias que se adhieren mediante el glucocáliz al material. A menudo es necesario extraer totalmente el dispositivo para suprimir completamente la infección.
El glucocáliz se puede encontrar justo fuera de la pared celular de la bacteria. Es un material extracelular que se deforma con facilidad, que no tiene límites definidos y que se une de forma laxa a la bacteria. En cambio, una estructura organizada, con límites definidos y unida firmemente a la bacteria se denomina cápsula. El glucocáliz puede ayudar a proteger a las bacterias contra los fagocitos. También ayuda a la formación de biopelículas, como por ejemplo, las capas que se forman sobre superficies inertes tales como dientes o rocas.
Además, el glucocáliz tiene la propiedad de fijar agua, evitando que la célula se seque.

## En plaquetas y células de vasos sanguíneos
Glucocáliz es también el nombre dado a una estructura específica de una plaqueta madura, única entre los componentes celulares de la sangre. Es similar al glucocáliz bacteriano que está compuesto de glicoproteínas y permite que la plaqueta se adhiera a las superficies tales como el colágeno de los vasos dañados. El glucocáliz aparece como una capa unida a la membrana externa de las plaquetas y contiene muchas de las proteínas receptoras que permiten la adherencia de la célula. El glucocáliz también aparece en las células que forman los vasos sanguíneos (endotelio). Entre sus funciones están la de reducir la fricción del flujo sanguíneo y servir como barrera para evitar la pérdida de líquido a través de la pared del vaso. En caso de inflamación, el glucocáliz de las células endoteliales se rompe para permitir el acceso de los leucocitos y de agua desde los capilares.
El glucocáliz es químicamente único para cada individuo, excepto en los gemelos idénticos. Por tanto, actúa como una etiqueta de identificación que permite al cuerpo distinguir sus propias células sanas de tejidos trasplantados, de organismos invasores y de células enfermas. Los tipos de sangre y la compatibilidad humana en las transfusiones están determinados por glucoproteínas.
Un ejemplo claro de una biopelícula es el Streptococcus mutans.

## En células epiteliales del tracto digestivo
Un glucocáliz se puede también encontrar en la porción apical de las microvellosidades del tracto digestivo, especialmente en el intestino delgado. Consiste en las glicoproteínas que proyectan la membrana citoplasmática apical de las células absorbentes epiteliales. Proporciona una superficie adicional para la absorción e incluye enzimas secretadas por las células absorbentes que son esenciales para los pasos finales de la digestión de proteínas y azúcares.

## Funciones del glucocáliz
La capa formada por moléculas de hidratos de carbono cumple diversas funciones:
- Amortigua a la membrana citoplasmática y la protege contra lesiones físicas y químicas. Muchas de estas moléculas tienen una carga negativa de superficie por lo que repelen otros objetos que también estén cargados negativamente.
- Algunas de estas moléculas participan en reacciones del sistema inmunitario.
- Los glucocálices de diferentes células generan anclajes entre sí, uniendo por ejemplo las células que forman parte de los tejidos participantes en el proceso de la adherencia celular.
- Algunas de las moléculas de hidratos de carbono actúan como receptores de hormonas como la insulina, activando la producción de enzimas intracelulares.